# Lalla Ward
Pour les articles homonymes, voir Ward.
Lalla Ward est une actrice et écrivaine anglaise, née le 28 juin 1951 à Londres (Royaume-Uni). Elle est principalement connue en Angleterre pour son rôle de Romana dans la série de la BBC Doctor Who.

## Famille
Née sous le nom de Sarah Ward, elle est la fille d'Edward Ward, 7e vicomte de Bangor, et de sa 4e épouse, Marjorie Alice Banks. De ce fait, elle possède le préfixe honorifique d'honorable. Son père fut correspondant de la BBC en Finlande lors de la seconde guerre mondiale et sa mère était une écrivaine et une productrice de la BBC spécialisée dans les documentaires romancés. Sa mère se suicide en juin 1991.
Elle est la demi-sœur de Wlliam Ward, 8e vicomte de Banger, de trois ans son aîné, et descend par son père de Georges Plantagenêt, frère d'Édouard IV et de Richard III d'Angleterre. Sa grand-mère était l'illustratrice et scientifique Mary Ward, connue aussi pour être la première personne à être morte dans un accident de voiture,.

## Carrière

### Début
Sarah Ward prend le nom de scène de Lalla, issue de son surnom d'enfance. À 14 ans elle quitte l'école en disant qu'elle « détestait chaque minute passée là bas » et complète son éducation par elle-même. De 1968 à 1971, elle se met à étudier à le théâtre Central School of Speech and Drama de Londres. Après avoir passé plusieurs années à pratiquer la peinture, elle auditionne dans les écoles de théâtre londoniennes afin de se lancer un défi : 

« C'était en quelque sorte une défi comme "vois si tu peux le faire" parce que c'était quelque chose que je détestais faire - un peu comme les gens qui affrontent leur peur des hauteurs en allant faire de l'escalade ou je ne sais pas, font de la spéléologie alors qu'ils sont claustrophobes. »

Elle commence sa carrière d'actrice dans le film d'horreur de la Hammer Le Cirque des vampires en 1972, puis joue la fille adolescente de la duchesse de Duke Street dans la série populaire de la BBC des années 1970, The Duchess of Duke Street. Elle apparaît dans des films comme England Mad Me  (1973), Matushka (1973), Rosebud (1975), et Le Prince et le Pauvre (1978) et dans des séries comme Van der Valk (1973), Poigne de fer et séduction (1973), Quiller (1975), Who Pays the Ferryman? (1977), Les Professionnels (1978) et Hazell (1979). En 1974, elle joua dans le film Got It Made qui fut réédité de sorte à insérer des scènes sexuelles jouées par une autre actrice et ressortie sous le nom de Sweet Virgin. Le magazine Club International prit des images du film en prétendant qu'elle la représentait et Ward fit un procès au magazine, qu'elle gagna. En 1980, elle joue Ophélie dans une version télévisée d'Hamlet pour la BBC avec Derek Jacobi.

### Doctor Who
En 1979, après avoir joué le rôle secondaire de la Princesse Astra dans l'épisode de la série de science-fiction britannique Doctor Who' « The Armageddon Factor », elle est choisie afin de remplacer Mary Tamm dans le rôle de Romana (Romanadvoratrelundar). Le personnage étant de la race des seigneurs du temps, les producteurs préfèrent dire qu'elle s'était régénérée. Elle apparaît de 1979 à 1981 tout au long de la saison 17 et dans les 5 premiers épisodes de la saison 18 de la série, aux côtés de Tom Baker, dans le rôle du Docteur. Sa dernière apparition a lieu dans l'épisode « Warriors' Gate. »
Après Doctor Who, elle apparaît dans des pièces de théâtre comme Schoolgirl Chums (1982) The Jeweller's Shop et The Rehearsal. En 1991, après avoir épousé le scientifique Richard Dawkins, elle met fin à sa carrière. Elle reprend toutefois le rôle de Romana dans un épisode de charité de 1993 Dimensions in Time, en 2003 dans une version audio de l'épisode Shada et dans diverses pièces radiophoniques autour du personnage K-9 ou de la planète Gallifrey. Elle apparaît souvent dans les conventions consacrées à Doctor Who, et joue son propre rôle dans la comédie hommage aux 50 ans de la série, The Five(ish) Doctors Reboot.

### Livres audio
En dehors des pièces consacrées à Doctor Who, elle apparaît dans de nombreuses lectures audiophoniques de romans comme L'Instinct du langage et les versions lues des livres de son mari, comme Le Gène égoïste, Il était une fois nos ancêtres, Pour en finir avec Dieu, L'Horloger aveugle et Le Plus Grand Spectacle du monde.

### Écriture et illustrations
En 1980, elle écrit deux livres sur le tricot et un sur la broderie. Elle contribue aussi à un livre de cuisine autour de la série Doctor Who, intitulé The Doctor Who Cookbook et édité par Gary Downie. Elle illustre aussi le livre de son mari, Climbing Mount Improbable.

## Œuvres caritatives
Pendant près de 20 ans, elle s'investit aussi à la levée de fonds pour des orphelinats.

## Vie privée
À la fin des années 1970, Lalla Ward entretient une relation amoureuse avec Tom Baker tout en travaillant sur Doctor Who. Ils emménagent tous les deux dans un appartement avant de se marier en décembre 1980. Leur mariage ne durera pas plus de 16 mois, en partie à cause des différents modes de vies, de travail et des conflits d'intérêts des deux acteurs. S'exprimant sur son mariage, Lalla Ward dira :
« C'est quelque chose pour lequel je me suis toujours sentie triste. J'ai aimé - et d'une certaine façon, j'aime toujours - Tom énormément. Mais le problème c'est que nos carrières commençaient à devenir importantes à l'un comme l'autre et on a grandi séparément. J'ai toujours été en colère lorsqu'on suggérait que cela n'a pas marché parce que j'étais trop jeune ou que Tom était quelqu'un de trop instable. Nous nous sommes rarement querellés, nous n'avons jamais réussi à être assez proches pour cela, je suppose. La séparation fut quelque chose que nous avions discuté et senti que c'était pour le mieux. »
En 2004, elle dira que son amitié avec le scénariste Douglas Adams, fut plus valable et plus endurante que son mariage avec Tom Baker. En 1992 lors de l'anniversaire de ses 40 ans, Adams la présente à son ami, le biologiste, Richard Dawkins
,. Les deux se marieront la même année.
Lalla Ward est à l'origine du nom de l'astéroïde Asteroid 8347 Lallaward nommé en 1987.

## Filmographie sélective
- 1972 : Le Cirque des vampires (Vampire Circus) : Helga
- 1972 : The Duchess of Duke Street : Lottie
- 1973 : The Upper Crusts (série télévisée) : Davina Seacroft
- 1973 : England Made Me : Young Kate
- 1973 : Matushka : Matushka
- 1974 : Got It Made : Tessa Carmichael
- 1975 : Rosebud : Margaret
- 1975 : The Ash Tree (téléfilm) : Lady Augusta
- 1977 : Le Prince et le Pauvre : princesse Elizabeth
- 1979 : Doctor Who (TV) « The Armageddon Factor » : la princesse Astra
- 1979-1982 et 1983 : Doctor Who (série télévisée) : Romana II
- 1980 : Hamlet, Prince of Denmark (téléfilm) : Ophelia
- 1982 : Schoolgirl Chums (série télévisée) : Anastasia Devine
- 1987 : Riviera (téléfilm) : Laura Grayson
- 1992 : Shada (vidéo) : Romana II
- 1993 : Dimensions in Time (téléfilm) : Romana II
- 2013 : The Five(ish) Doctors Reboot (téléfilm) : elle-même